# 守屋美賀雄
守屋 美賀雄（もりや みかお、1906年3月 - 1982年10月18日）は、日本の数学者。高木貞治門下の一人。専攻は整数論。父親は守屋荒美雄（すさびお）で、帝国書院、関東第一高等学校、吉祥女子中学校・高等学校の創立者。洗礼名は「ミカエル」。理学博士。1949年から始まったイールズ声明（1949年連合国総司令部民間情報教育局最高教育顧問官イールズが全国の大学をまわって、講演の中で共産主義者を大学から追放すべきだと主張していた）では、1949年5月15日に北海道大学でイールズの講演に対し、カトリック信者として真っ向から反対している。

## 経歴
- 1923年 東京開成中学校卒業
- 1926年 第一高等学校卒業
- 1929年 東京帝国大学理学部数学科卒業
- 1931年10月 ドイツのマールブルク大学へ留学、ヘルムート・ハッセの下で学ぶ
- 1934年3月 ドイツより帰国し、直ちに北海道帝国大学（現・北海道大学）理学部数学科助教授
- 1938年 帝国第一高等女学校（現・吉祥女子中学校・高等学校）の初代理事長に就任（設立者）
- 1941年 北海道大学理学部数学科教授
- 1950年5月 岡山大学理学部数学科教授
- 1957年8月 東京大学教養学部教授
- 1965年3月 東京大学定年退官
- 1965年4月 上智大学理工学部数学科教授（数学科新設により）
- 1968年11月12日〜1975年3月31日 上智大学第6代学長
- 1971年1月 ローマ教皇庁より大聖グレゴリウス勲章受章

## 学位
- 1938年 理学博士（東京大学）